# فابيو فاسكيز
فابيو فاسكيز (بالإسبانية: Fabio Vázquez)‏ (19 فبراير 1994 في الأرجنتين - ) هو لاعب كرة قدم أرجنتيني في مركز الوسط. لعب مع أرجنتينوس جونيورز وComisión de Actividades Infantiles ‏.

## وصلات خارجية
- فابيو فاسكيز على موقع قاعدة بيانات كرة القدم.إي يو (الإنجليزية)
- فابيو فاسكيز على موقع Soccerway.com (الإنجليزية)